# Streptosolen jamesonii
Espèce
Streptosolen jamesonii est une espèce de plantes de la famille des Solanaceae. C'est la seule espèce actuellement connue du genre botanique  Streptosolen .
Elle est originaire d'Amérique du Sud : Pérou, Équateur et Colombie. Elle est également cultivée ailleurs dans le monde comme arbuste ornemental.

## Synonymes
- Browallia jamesonii Benth.
- Streptosolen benthamii Miers